# Ernest Benjamin
O Brigadeiro Ernest Frank Benjamin (em hebraico:  לוי בנימין, Levi Binyamin) CBE (5 de fevereiro de 1900 - 14 de março de 1969) foi um oficial judeu-britânico nascido no Canadá que comandou a Brigada Judaica do Exército Britânico durante a Segunda Guerra Mundial.

## Biografia

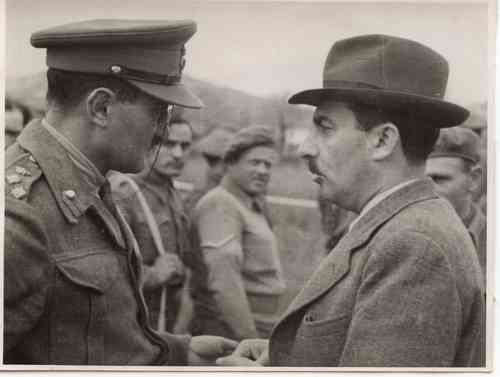
O Brigadeiro Ernest Benjamin com Moshe Sharett, que estava visitando soldados da Brigada Judaica na Itália, 1945.

Benjamin nasceu em Toronto, na província de Ontário, no Canadá, filho de Frank David Benjamin. Em 1908 a família mudou-se para a Inglaterra.
Benjamin foi um cadete na Academia Militar Real de Woolwich, e foi comissionado como segundo tenente dos Royal Engineers em 17 de julho de 1919. Ele foi promovido a tenente em 17 de julho de 1921, e serviu como ajudante de 3 de outubro de 1922 até 23 de setembro de 1923. Em 24 de maio de 1927 foi nomeado ajudante da Divisão de Engenheiros da 49ª Divisão (West Riding) do Exército Territorial, com o posto temporário de capitão (com remuneração e subsídios de tenente). Ele foi promovido a capitão em 17 de julho de 1930, e deixou a 49ª Divisão em 23 de novembro de 1931.
Em 10 de janeiro de 1936, Benjamin foi nomeado Oficial de Estado Maior, 3º Grau na Malásia servindo até 11 de janeiro de 1939, quando foi promovido a major. Em 8 de julho de 1943, ele recebeu uma menção em despachos em reconhecimento por seus "serviços galantes e distintos" na campanha de Madagascar de 1942.
A essa altura, ele estava servindo no estado-maior do Comando do Oriente Médio, primeiro como Intendente-Geral Adjunto, depois como Diretor Adjunto de Treinamento Militar. Em setembro de 1944, Benjamin foi nomeado comandante da Brigada Judaica, um grupo de brigada de voluntários contando 5.000 homens, supervisionando seu treinamento no Egito e eventual desdobramento para o Oitavo Exército na Itália, vendo ação na travessia do rio Senio no nordeste da Itália em março e abril de 1945. Após o Dia da Vitória na Europa, 8 de maio de 1945, a Brigada Judaica foi enviada para Tarvisio, na fronteira ítalo-austríaco-iugoslava, onde Benjamin foi promovido a tenente-coronel em 1º de junho de 1945, retroativo a 13 de maio. Em julho de 1945, a brigada foi enviada para a Holanda e depois para a Bélgica, como parte do VIII Corpo britânico. Em 13 de dezembro de 1945, Benjamin foi feito Comendador da Ordem do Império Britânico. A Brigada Judaica acabou sendo dissolvida em junho de 1946.
Em 13 de maio de 1948, ele completou seu mandato como tenente-coronel do regimento, mas permaneceu com pagamento integral como oficial supranumerário. Aposentou-se do Exército em 4 de setembro de 1950, tendo ultrapassado o limite de idade, e recebeu a patente honorária de brigadeiro.